# Gibbs (månekrater)
Gibbs er et nedslagskrater på Månen. Det befinder sig på Månens forside nær dens østlige rand. På grund af sin placering ses Gibbs i perspektivisk forkortning fra Jorden, og dets synlighed er påvirket af libration. Det er opkaldt efter den amerikanske matematiske fysiker Josiah W. Gibbs (1839 – 1903).
Navnet blev officielt tildelt af den Internationale Astronomiske Union (IAU) i 1964. 

## Omgivelser
Gibbskrateret ligger mindre end en kraterdiameter nordøst for det større Hecataeuskrater. Kraterkæden Catena Humboldt passerer syd om Gibbs og følger en retning mod nordøst.

## Karakteristika
Den ydre rand af Gibbskrater er ikke helt cirkulær, og en udadgående bule mod nord giver det et løg-agtigt udseende. Den sydøstlige kratervæg er rettet lidt ud, og der er et lav sænkning i randen i både den nordlige og sydlige ende. Bortset herfra er randen kun let eroderet. Kraterbunden er næsten jævn i den sydvestlige halvdel, men har irregulære højderygge mod nordøst. Nordvest for kratermidten ligger et småkrater.
En nyligt lille nedslag langs randen mod nordøst har frembragt et lille strålesystem, som danner et dække af materiale med højere albedo over denne del af randen. Svage spor af strålerne ses i Gibbskraterets kraterbund.

## Satellitkratere
De kratere, som kaldes satellitter, er små kratere beliggende i eller nær hovedkrateret. Deres dannelse er sædvanligvis sket uafhængigt af dette, men de får samme navn som hovedkrateret med tilføjelse af et stort bogstav. På kort over Månen er det en konvention at identificere dem ved at placere dette bogstav på den side af satellitkraterets midte, som ligger nærmest hovedkrateret. Gibbskrateret har følgende satellitkratere:
| Gibbs | Længde  | Bredde  | Diameter |
| ----- | ------- | ------- | -------- |
| D     | 13,1° S | 85,9° Ø | 13 km    |

## Måneatlas
- Billeder af Gibbskrateret i LPI-måneatlasset